# 玉井站 (日本)
玉井站（日语：／ Tamanoi eki */?）是位於愛知縣一宮市木曾川町玉井，隸屬於名古屋鐵道尾西線的車站。車站編號為BS24，是尾西線的終點。

## 歷史
- 1914年8月4日 - 新一宮站（現名鐵一宮站) - 木曽川橋站間鐵路線開通時本站同時開始營業。
- 1944年3月21日 - 奥町 - 木曽川橋之間停止營業，本站因此一度停業。
- 1951年12月28日 - 奥町與本站之區間重新營業。
- 1959年11月25日 - 本站至木曽川橋廢止，本站正式成為終点站。
- 1962年度 - 停止貨運業務
- 2007年8月8日 - 引入名古屋Tranpass
- 2011年2月11日 - 啟用Manaca，隔年停用名古屋Tranpass

## 車站構造
本站為僅有一座側式月台和一條股道的终点站 ，且無有營業人員配置的無人車站，由名鐵一宮站管轄。
車站設置自動剪票口和自动售票机。2007年8月以前委託車站前的八百廣商店販賣實體車票，引入名古屋Tranpass之後，停止委託售票。

## 利用狀況
根據『名鉄120年：近20年のあゆみ』，2013年度時的1日平均乘降人員為1,544人、在名鐵275個車站中排名第194位、尾西線22站中為11位。

## 車站周邊
車站周邊為住宅區
- 一宮市循環公車「i-公車」 木曽川・北方路線玉井站東站(公車站)

- 賀茂神社 (一宮市)
- 木曽川玉井郵便局
- 尾濃大橋

## 相鄰車站
名古屋鐵道
尾西線
奧町（BS23）－玉井（BS24）